# Rodrigo Arenas Betancur

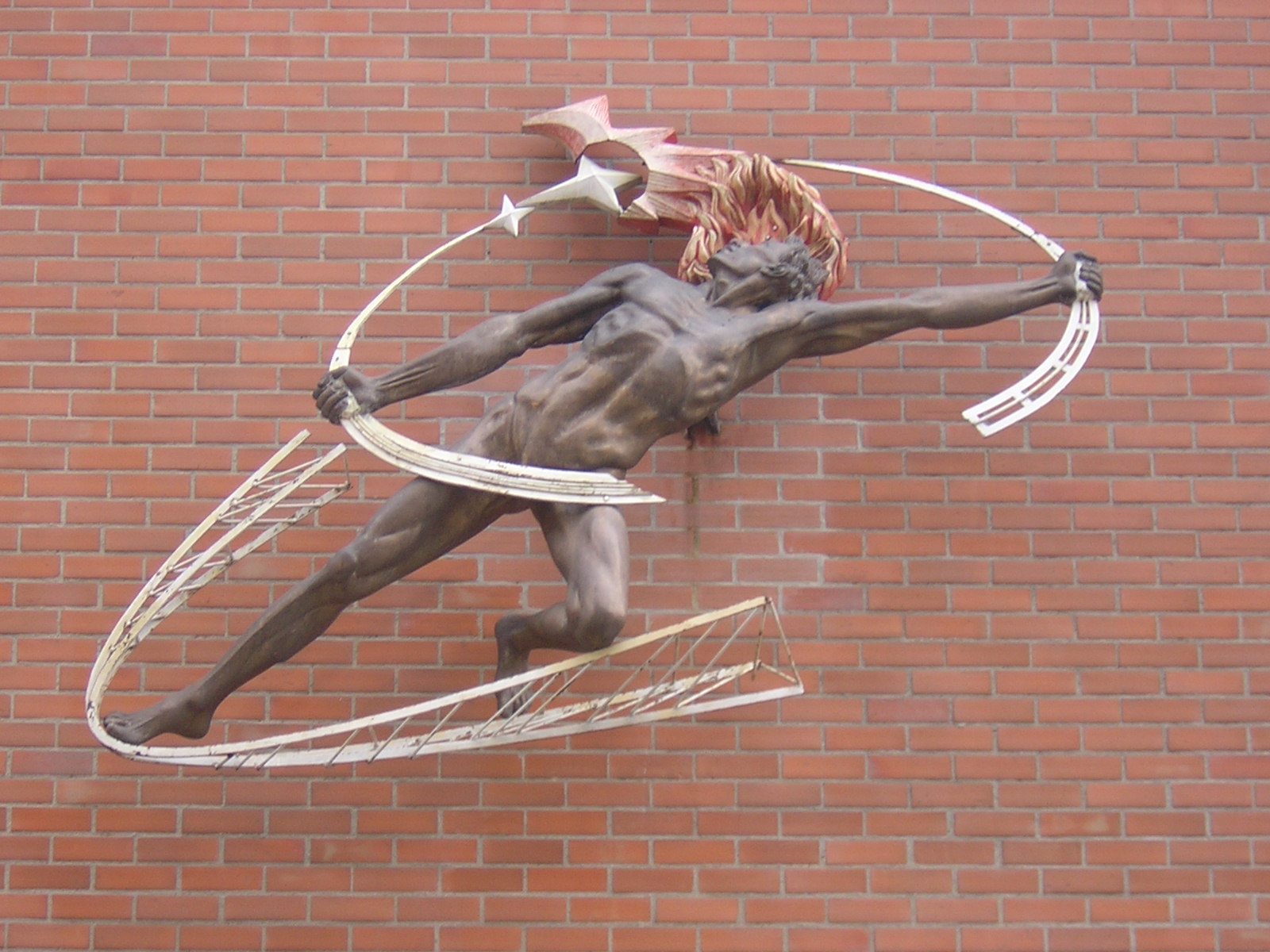
Skulptur an einem Museum in Medellín

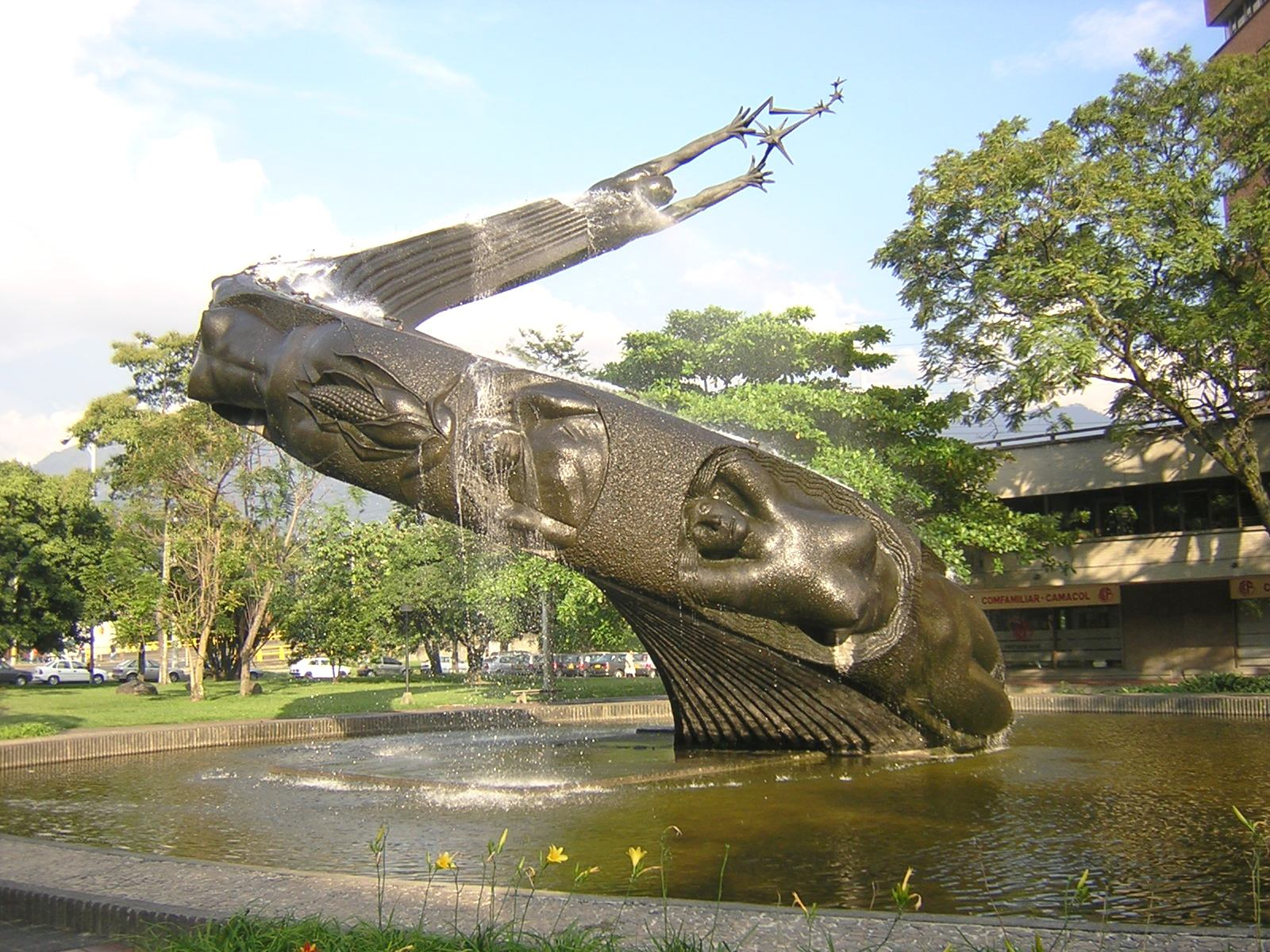
Das Leben, Skulptur in Medellín

Rodrigo Arenas Betancur (* 23. Oktober 1919 in Fredonia im Departamento Antioquia in Kolumbien; † 12. Mai 1995 in Medellín) war ein kolumbianischer Schriftsteller und Bildhauer.
Arenas Betancur wuchs als Bauernsohn auf und wurde später Schriftsteller und Bildhauer.
Er studierte am „Instituto de bellas artes de Medellín“ in Medellín.
Arenas Betancur begann seine Karriere als Christus-Figuren-Schnitzer in Kolumbien und später auch in Mexiko, wo er zu Beginn hauptsächlich staatliche Aufträge ausführte. Er schrieb ebenfalls für einige Zeitschriften während dieser Zeit.
Ab den 1950er Jahren begann Rodrigo Arenas Betancur die Beschäftigung mit monumentaler Bildhauerei; Auftraggeber waren zumeist der Staat oder große Unternehmen. Beliebte Motive für seine Werke waren nationale Freiheitskämpfer und Helden; vor allem in Kolumbien. 1993 wurde er von mutmaßlichen Drogenmafiosi entführt und drei Monate lang gefangengesetzt.

## Werke (Auswahl)
- La guacamaya herida (1959) in Cuernavaca, Mexiko
- Bolívar desnudo (1956–1962) in Pereira, Kolumbien
- Homenaje al general José María Córdova (1957–1964) in Rionegro, Kolumbien
- Monumento a los lanceros (1968–1971) in Boyaca, Kolumbien
- Las Bananeras (1974–1978) in Santa Marta, Kolumbien